# Giuseppe Gallignani

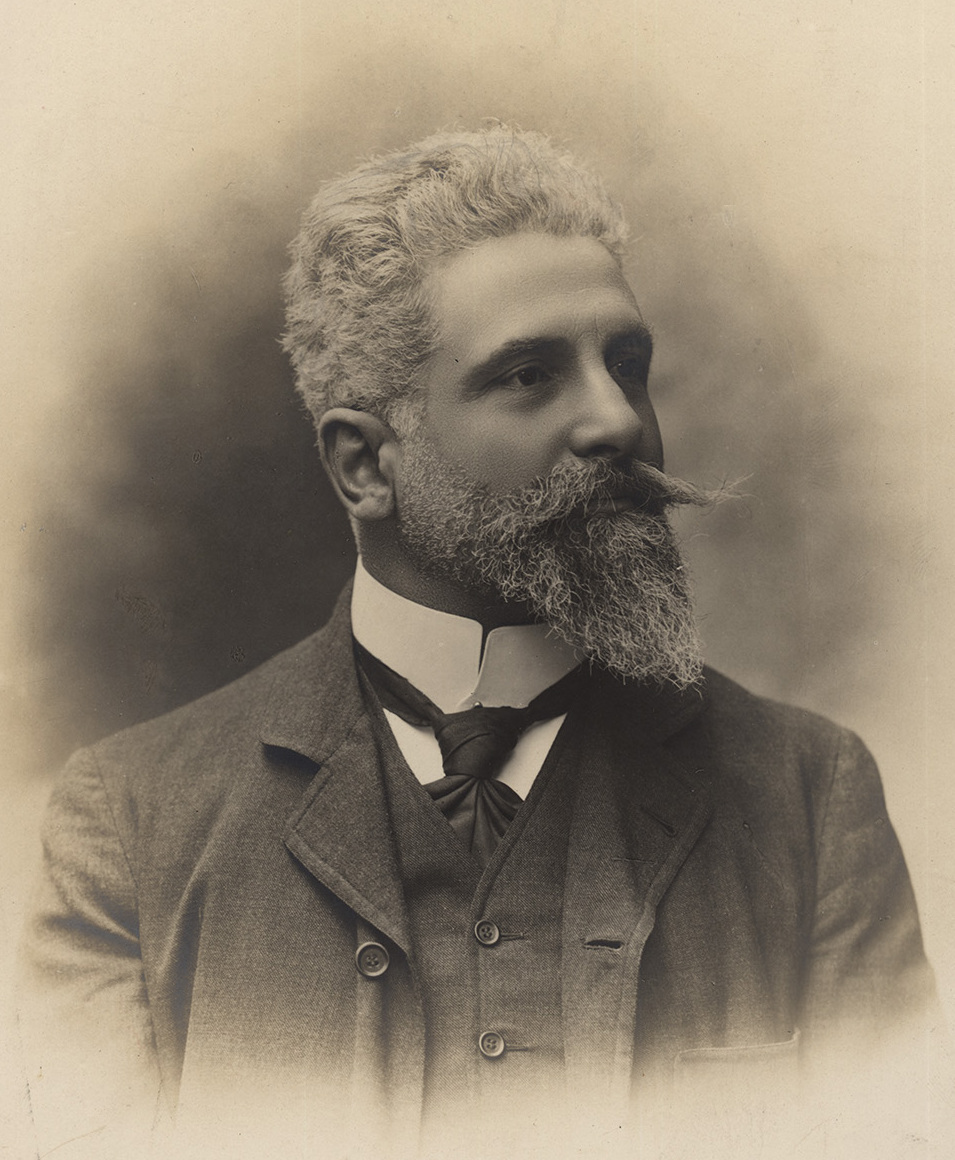
Giuseppe Gallignani

Giuseppe Gallignani (* 9. Januar 1851 in Faenza; † 14. Dezember 1923 in Mailand) war ein italienischer Komponist und Musikpädagoge.

## Leben
Gallignani war ab 1891 Kapellmeister am Mailänder Dom. 1891 wurde er auf Empfehlung Verdis Nachfolger von Arrigo Boito als Leiter des Konservatoriums von Parma. 1897 wurde er zum Leiter des Mailänder Konservatoriums berufen. Nach seiner Weigerung, der faschistischen Partei beizutreten oder die Leitung des Konservatoriums abzugeben wurde er wegen angeblicher Unregelmäßigkeiten in der Leitung abberufen und beging daraufhin Suizid. Neben sieben Opern, von denen fünf aufgeführt wurden, komponierte Gallignani vor allem kirchenmusikalische Werke.

## Opern
- Il sindaco cavaliere, Opera buffa, 1870
- Il grillo del focolare, Opera semiseria, 1873
- Atala (Libretto: Emilio Praga), Dramma lirico, 1876
- Nestorio (Libretto: Giuseppe Gallignani und Fulvio Fulgonio), Dramma lirico, 1888
- Lucia di Settefonti (Libretto: Corrado Ricci), Leggenda sacra, 1897
- In alto, Azione lirica, 1921